# 치타공항
치타공항(벵골어: চট্টগ্রাম বন্দর)은 방글라데시의 주요 항구이다. 방글라데시의 항구 도시인 치타공에 위치하며, 카르나풀리강 유역에 있다. 이 항구는 방글라데시의 수출입 무역의 70% 이상을 처리하며, 인도, 네팔, 부탄이 환적을 위해 사용했다. 로이즈에 따르면, 2019년 세계에서 58번째로 붐비는 컨테이너 항구로 기록되었다. 이 항구는 고대 로마 기록으로 거슬러 올라가는 역사를 가지고 있다. 벵골만에서 가장 붐비는 컨테이너 항구이다.
혼잡은 치타공항의 주요 과제이다. 이 항구는 2017년 1월부터 7월까지 84.3시간의 혼잡률을 기록했다.

## 역사

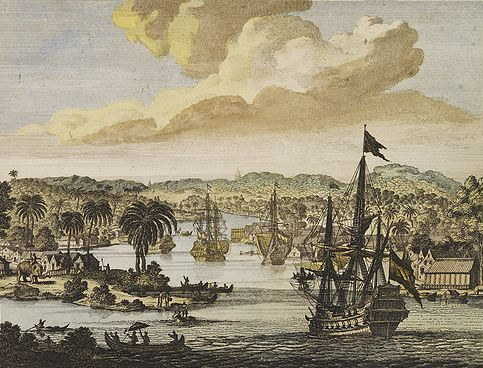
1702년 무굴 시대에 치타공을 방문한 네덜란드 선박

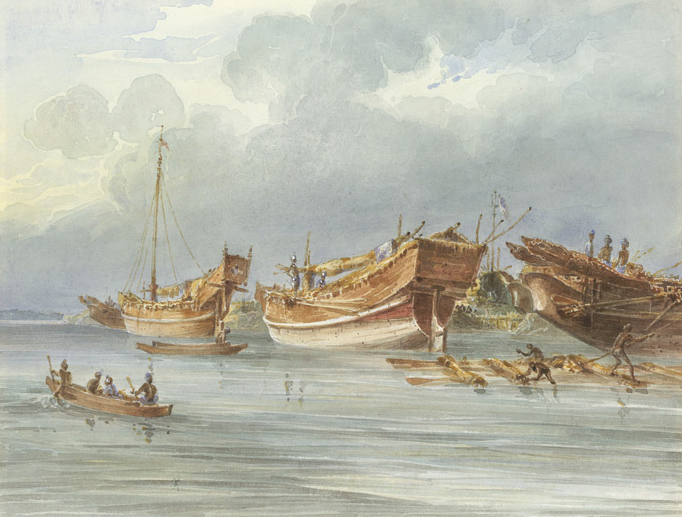
1820년대 후반 치타공 앞바다에 정박된 선박들.

2세기에 치타공항은 그리스-로마 지도학자 클라우디오스 프톨레마이오스가 그린 프톨레마이오스 지도에 나타났다. 이 지도에는 이 항구가 동방 세계에서 가장 좋은 항구 중 하나로 언급되어 있다.

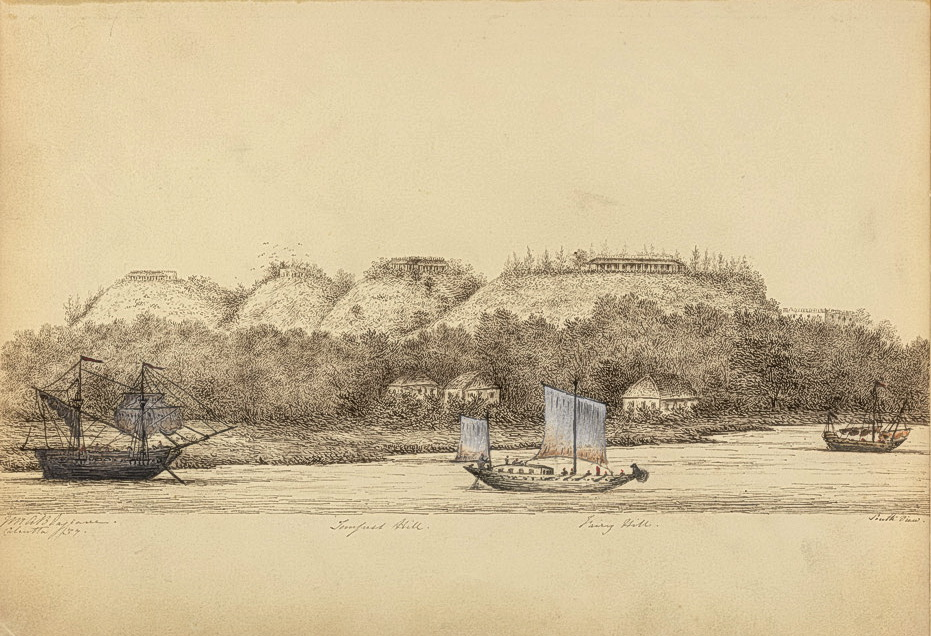
1800년대 치타공항

아랍 상인들은 9세기부터 치타공을 자주 방문했다. 1154년, 이드리시는 바그다드와 바스라의 상인들이 정기적으로 치타공을 여행했다고 기록했다. 아랍 상인들은 이 지역에 이슬람을 전파하는 데 중요한 역할을 했다. 이 항구는 중국 탐험가 현장과 마환의 여행기에 등장한다. 모로코 탐험가 이븐 바투타와 베네치아 여행가 니콜로 데 콘티는 14세기에 이 항구를 방문했다. 역사적인 이 항구는 아프리카, 유럽, 중국, 동남아시아와 선박 무역을 했다.
치타공의 포르투갈 정착촌은 16세기와 17세기에 이 항구를 중심으로 이루어졌다. 포르투갈인들이 추방된 후, 치타공은 무굴 제국의 통치하에 들어갔고 이슬라마바드라고 불렸다. 이곳은 조선의 중요한 중심지가 되어 무굴 및 오스만 해군에 공급했다. 플라시 전투와 북사르 전투 이후 벵골에서 영국이 지배력을 얻으면서, 벵골 나와브는 1772년에 이 항구를 영국 동인도 회사에 양도했다.

### 현대

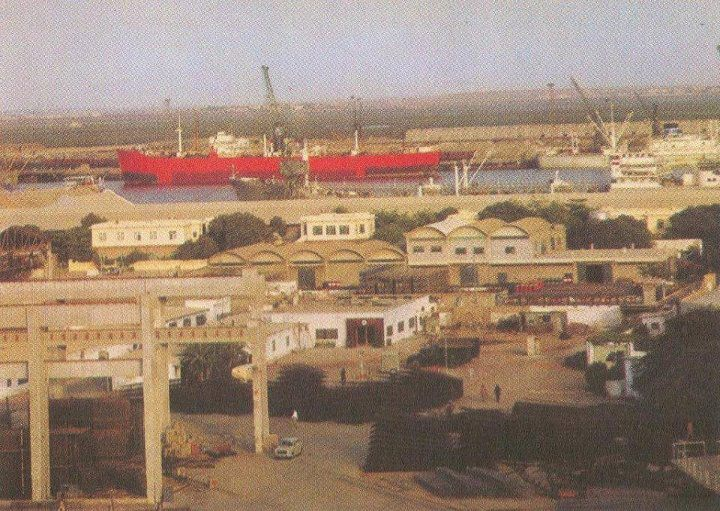
1960년 치타공항

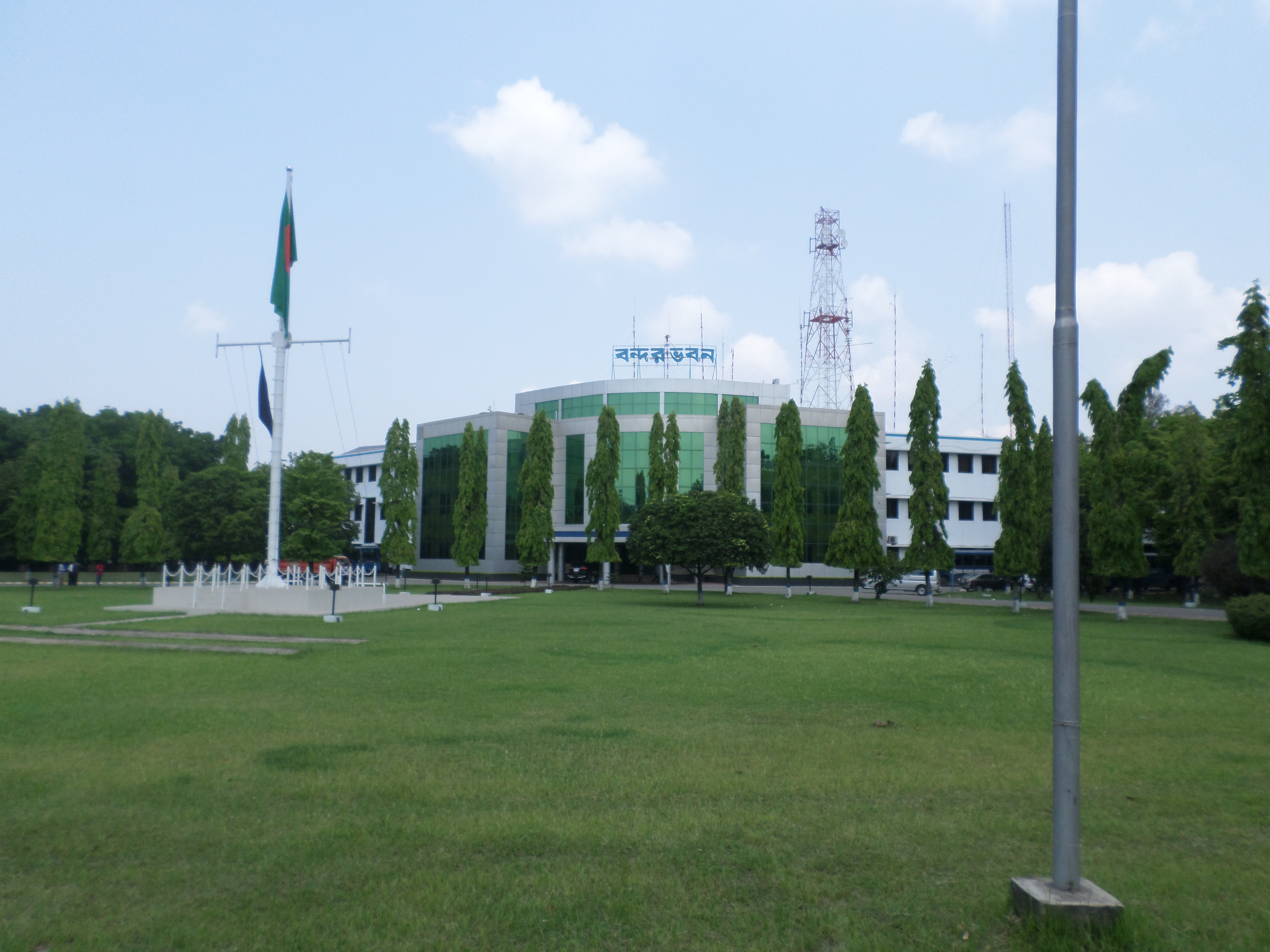
치타공항만청 행정 건물

현대 치타공항은 1887년 영국령 인도 제국의 항만 위원회법에 따라 조직되었다. 이 항구는 1888년 위원장 휘하에서 정식 운영을 시작했다. 가장 붐비는 무역로는 영국령 버마와 연결되어 있었는데, 여기에는 아캰과 랑군 항구가 포함되었다. 그리고 콜카타, 다카, 나라얀간지를 포함한 다른 벵골 항구와도 연결되었다. 1889-90년에는 총 125,000톤의 수출품을 처리했다. 스트랜드 로드는 항구 옆에 건설되었다. 1905년부터 1911년까지 치타공은 동벵골아삼주의 주요 항구였다. 이곳은 아삼 벵골 철도의 종착역이 되었다. 따라서 이 항구의 배후지는 식민지 아삼 (현대 북동인도) 전체를 포함했다. 영국령 인도와 영국령 버마 간의 무역은 20세기 초에 급증했다. 벵골만은 대서양의 항구 교통량과 경쟁하며 세계에서 가장 붐비는 해운 허브 중 하나가 되었다. 1928년 영국 정부는 치타공을 영국령 인도의 "주요 항구"로 선언했다. 치타공은 아삼과 버마에서 발전한 석유 산업에 중요했다. 이곳은 황마포와 쌀 거래에 사용되었다. 제2차 세계 대전 중, 치타공항은 버마 전역에서 연합군에 의해 사용되었다.
영국령 인도가 분할된 후, 파키스탄 자치령의 총독 무함마드 알리 진나는 치타공을 방문하여 그 중요성과 미래 잠재력을 강조했다. 치타공항만신탁은 1960년 동파키스탄에서 설립되었다. 1971년 방글라데시 독립 전쟁 중 100명의 치타공항만 직원이 사망했다. 소련 태평양 함대는 전쟁 후 항구에서 기뢰 제거 및 인양 작업을 담당했다. 이 항구는 독립 후 치타공 광역권의 중공업과 물류 성장에 힘입어 발전했다. 1990년대 후반에는 노동조합주의가 강했다.
21세기 첫 10년간 뉴 무어링 터미널 건설과 함께 대규모 확장이 이루어졌다.
2025년 6월 29일, 국세청 직원들의 기관 분할 계획에 대한 항의 파업으로 항구가 폐쇄되었다. 다음 날 파업자들과 재무부 간의 협상 후 항구는 재개되었다.

## 관리
치타공항만청은 항구 관리를 책임지고 있다.

## 시설

### 선석

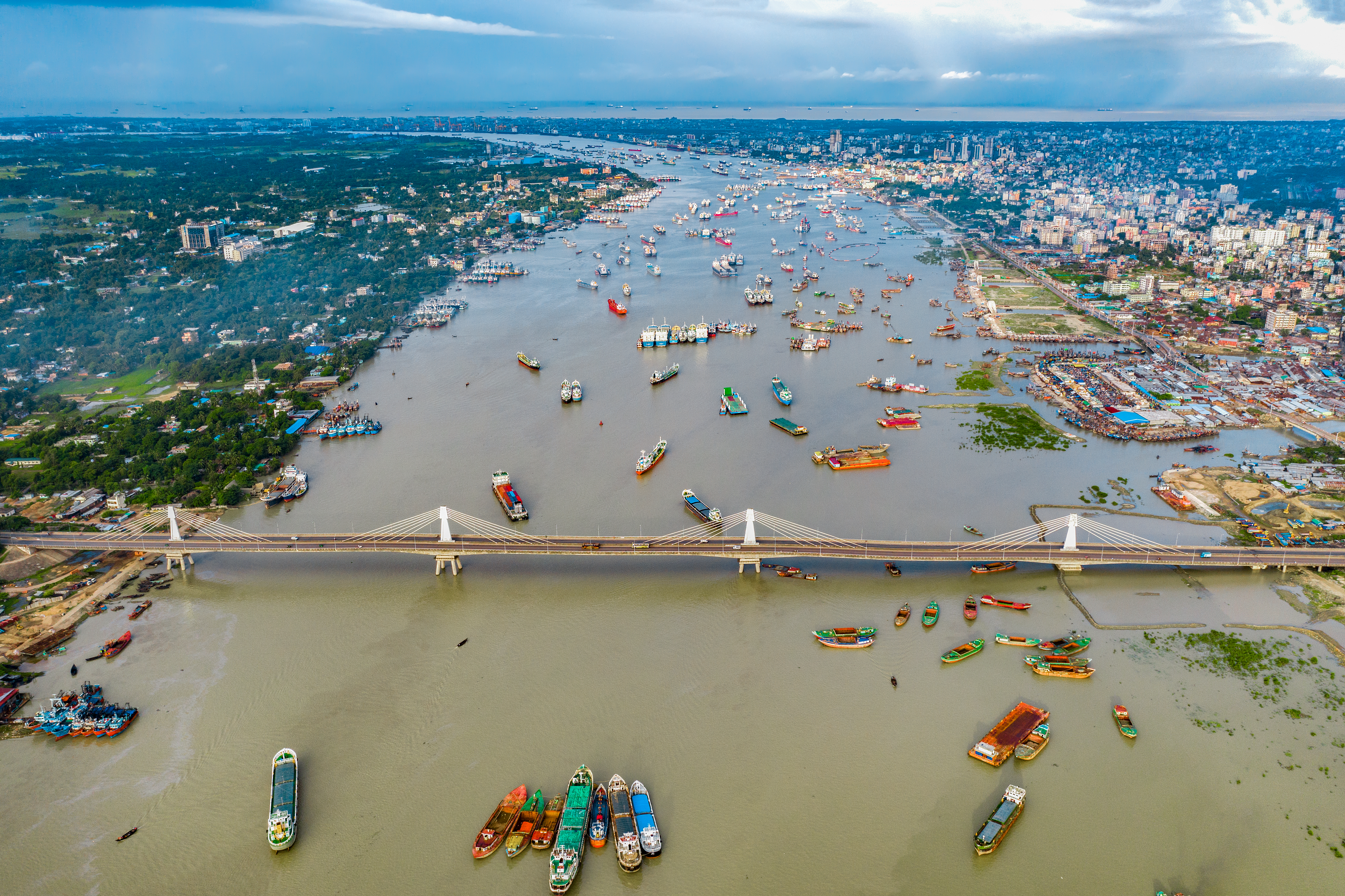
카르나풀리강

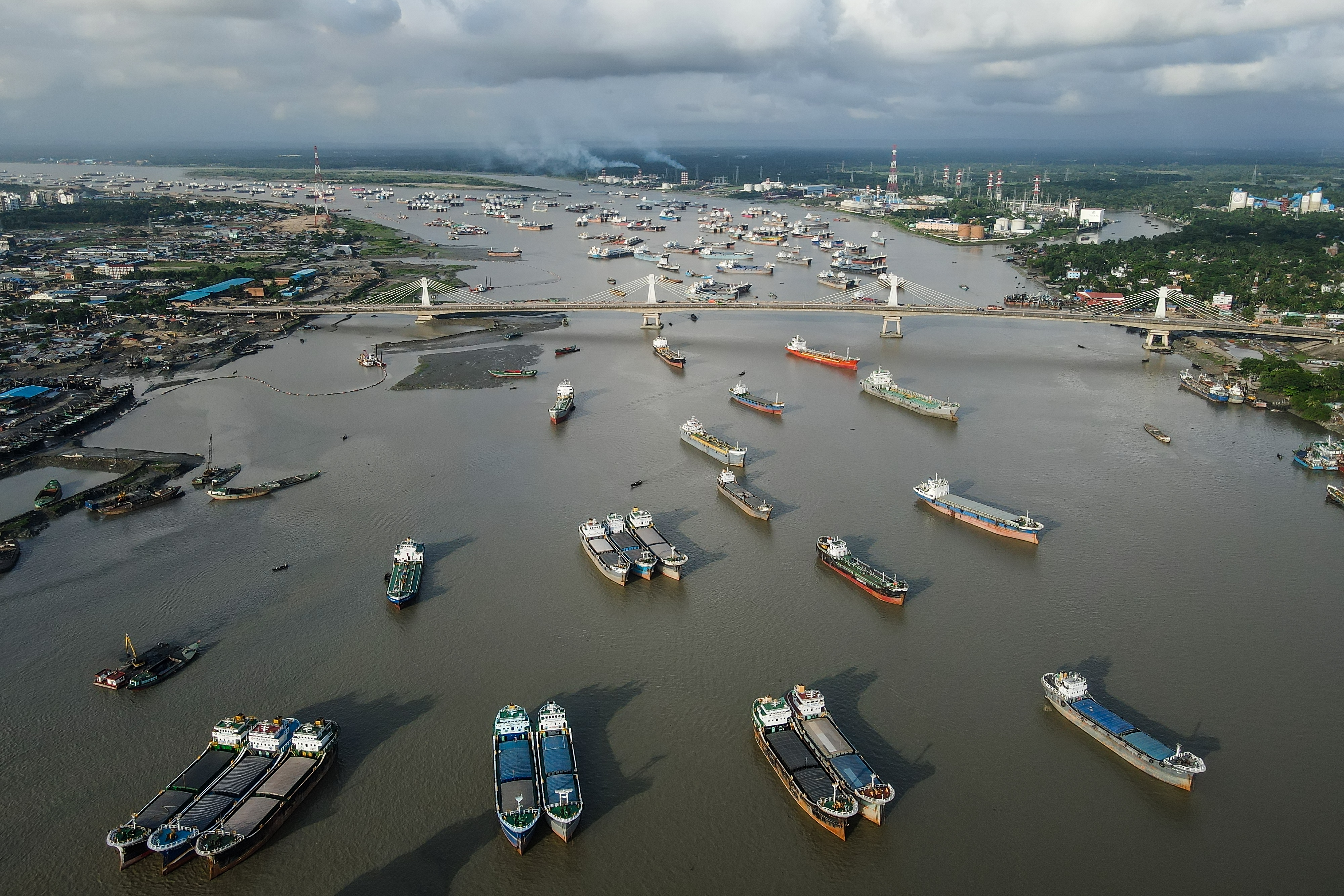
카르나풀리강의 항구 주변 산업 시설

| 선석 종류                          | 선석 수 | 비고                                                                               |
| ---------------------------------- | ------- | ---------------------------------------------------------------------------------- |
| 일반 화물 선석                     | 6       |                                                                                    |
| 컨테이너 선석                      | 14      |                                                                                    |
| 돌핀 오일 부두                     | 3       | 최대 186미터의 원유 및 제품유 선박 취급용                                          |
| 곡물 사일로 부두                   | 1       | 최대 186미터 선박                                                                  |
| 시멘트 클링커 부두                 | 1       | 시멘트 클링커 부두                                                                 |
| TSP                                | 1       | 최대 175.25미터 선박                                                               |
| 치타공 요소 비료 부두              | 1       | 최대 176미터 선박 및 최대 8.5미터 흘수까지 적재 가능                               |
| KAFCO 요소 부두                    | 1       | LOA 186미터 선박이 KAFCO (요소) 부두에 정박할 수 있음                              |
| KAFCO 암모니아 부두                | 1       | LOA 최대 186미터 선박이 KAFCO (암모니아) 부두에서 최대 9.2미터 흘수까지 적재 가능. |
| 드라이 도크 부두                   | 3       |                                                                                    |
| 강 계류장 3호                      | 1       | LOA 182.9미터 및 흘수 7.76미터까지의 식용유 및 POL 벌크 선박                       |
| 강 계류장 8호                      | 1       | 최대 186미터 및 흘수 8미터의 식물유 운반선                                         |
| 강 계류장 9호                      | 1       | 최대 186미터 및 흘수 6미터의 선박 수리/정박용.                                     |
| 강 계류장 10호                     | 1       | LOA 145미터 및 흘수 7.5미터의 선박 수리/정박용.                                    |
| UTTJ (유나이티드 탱크 터미널 부두) | 1       | 2020년 7월부터 유조선/선박의 선적 및 하역 작업을 위해 가동 시작.                   |

### 컨테이너 터미널

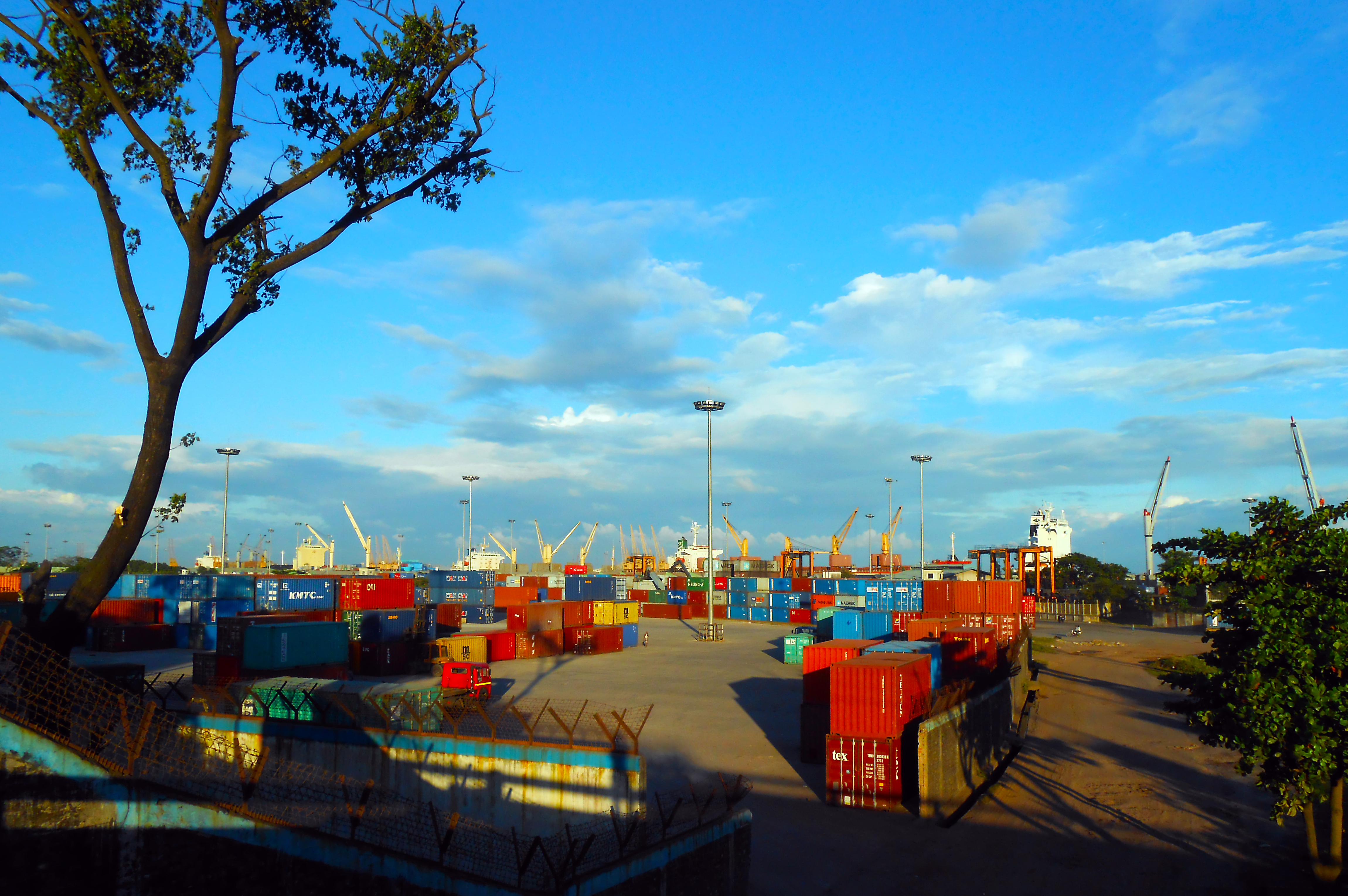
이러한 많은 사설 컨테이너 터미널이 항구 근처에 설치되었다.

항구는 여러 컨테이너 터미널에 의존하며, 대부분은 민간 기업 소유이다.
- 뉴 무어링 터미널
- 치타공 컨테이너 터미널
- KDS 물류 터미널[23]
- 오리엔트 오버시즈 컨테이너 라인 (OOCL) 터미널[24]
- 서밋 얼라이언스 컨테이너 터미널[25]
- 버텍스 오프 도크 물류 터미널
- QNS 컨테이너 터미널
- 샤피 모터스 터미널
- K & T 물류 터미널
- 에삭 브라더스 터미널
- 치타공 컨테이너 운송 회사 유한 책임 터미널
- 포트 링크 물류 터미널
- M/s. 인콘트레이드 터미널
- M/s. 골든 컨테이너 터미널
- M/s. 사베르 아흐메드 목재 터미널
- M/s. 이스턴 물류 터미널
- B. M. 컨테이너 터미널
- 넴산 컨테이너 터미널

### 산업 터미널
- 이스턴 정유 공장 터미널

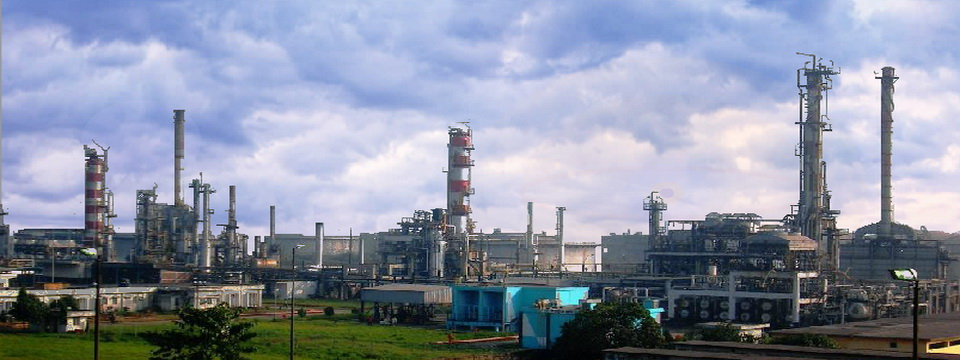
이스턴 정유 공장

- 카르나풀리 비료 회사 (KAFCO) 터미널
- 자무나 오일 컴퍼니 터미널
- 파드마 오일 컴퍼니 터미널
- 메그나 석유 터미널
- 오메라 연료 유한 책임 터미널[26]

## 보안

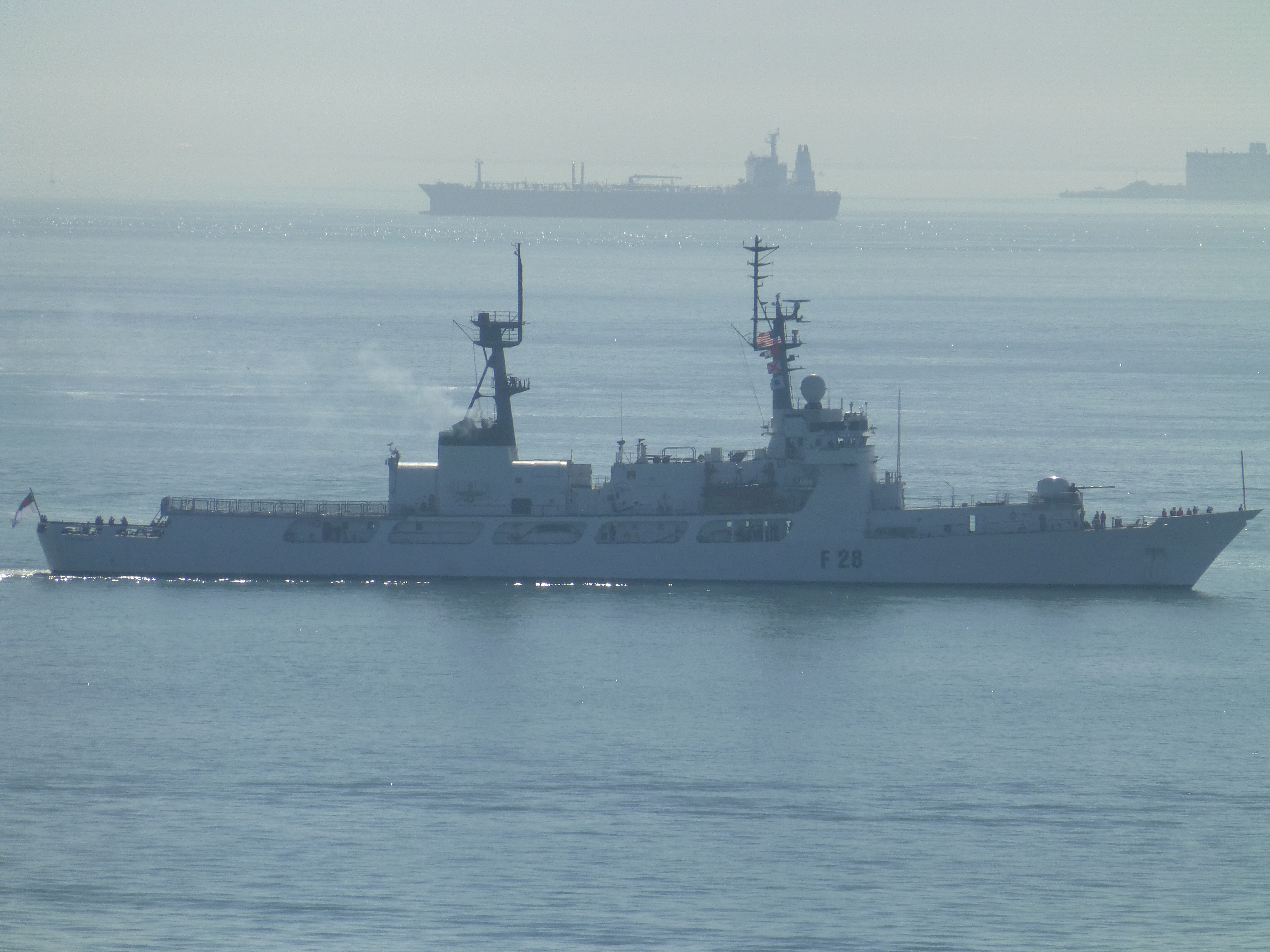
방글라데시 해군이 항구 주변 해역을 순찰하는 데 사용하는 두 척의 커터 중 하나인 BNS 소무드라 조이

방글라데시 해안경비대는 항구 주변의 보안을 책임지고 있다.

### 해군 및 공군 기지
방글라데시 해군의 가장 큰 해군 기지인 BNS 이사 칸과 방글라데시 해군 사관학교는 치타공항에 위치해 있다. 이 항구는 잠수함 함대를 포함하여 방글라데시 해군 함대 대부분의 모항이다. 치타공 해군 지역은 종종 다른 나라 해군과의 합동 훈련 및 외국 해군 함정 방문을 주최한다. 미사일 발사대는 항구 근처에 위치해 있다. 방글라데시 공군은 항구 근처에 BAF 자후룰 학 공군 기지를 유지하고 있다. 또한 방글라데시 해군은 공중 해상 감시 비행단을 운영한다.

#### 해적 행위
2000년은 치타공에서 기록된 해적 공격 중 가장 많은 해적 공격이 발생한 해였다. 많은 습격으로 인해 계류 라인과 아연 양극 및 기타 이동 가능한 선박 장비가 도난당했다. 2005년에는 항구 지역에서 가장 많은 해적 공격이 발생했다. 방글라데시 정부는 이 지역에 해군 및 해안경비대 병력 배치를 늘렸다. ICC 국제해사국 (IMB)의 2019년 선박에 대한 해적 행위 및 무장 강도 보고서에 따르면, 방글라데시 당국의 노력으로 지난 몇 년간 방글라데시에서의 사건 발생이 크게 줄었다. 2019년에는 해적 행위나 무장 강도 사건이 없었다.

## 재해
2022년 6월 4일 밤, 네덜란드-방글라데시 합작 투자사인 BM 내륙 컨테이너 데포에서 화학물질로 가득 찬 컨테이너 폭발로 화재가 발생했다. 불은 계속 번져나갔고 폭발로 인해 인근 건물의 창문이 깨졌다. 4km (2.5마일) 떨어진 곳에서도 진동이 느껴졌다. 방글라데시 소방 및 민방위 대원 중 최소 9명이 사망했으며, 일요일 저녁까지 사망자 수는 49명에 달했다.

## 같이 보기
방글라데시의 항구 목록